# Броненосці типу «Діньюань»

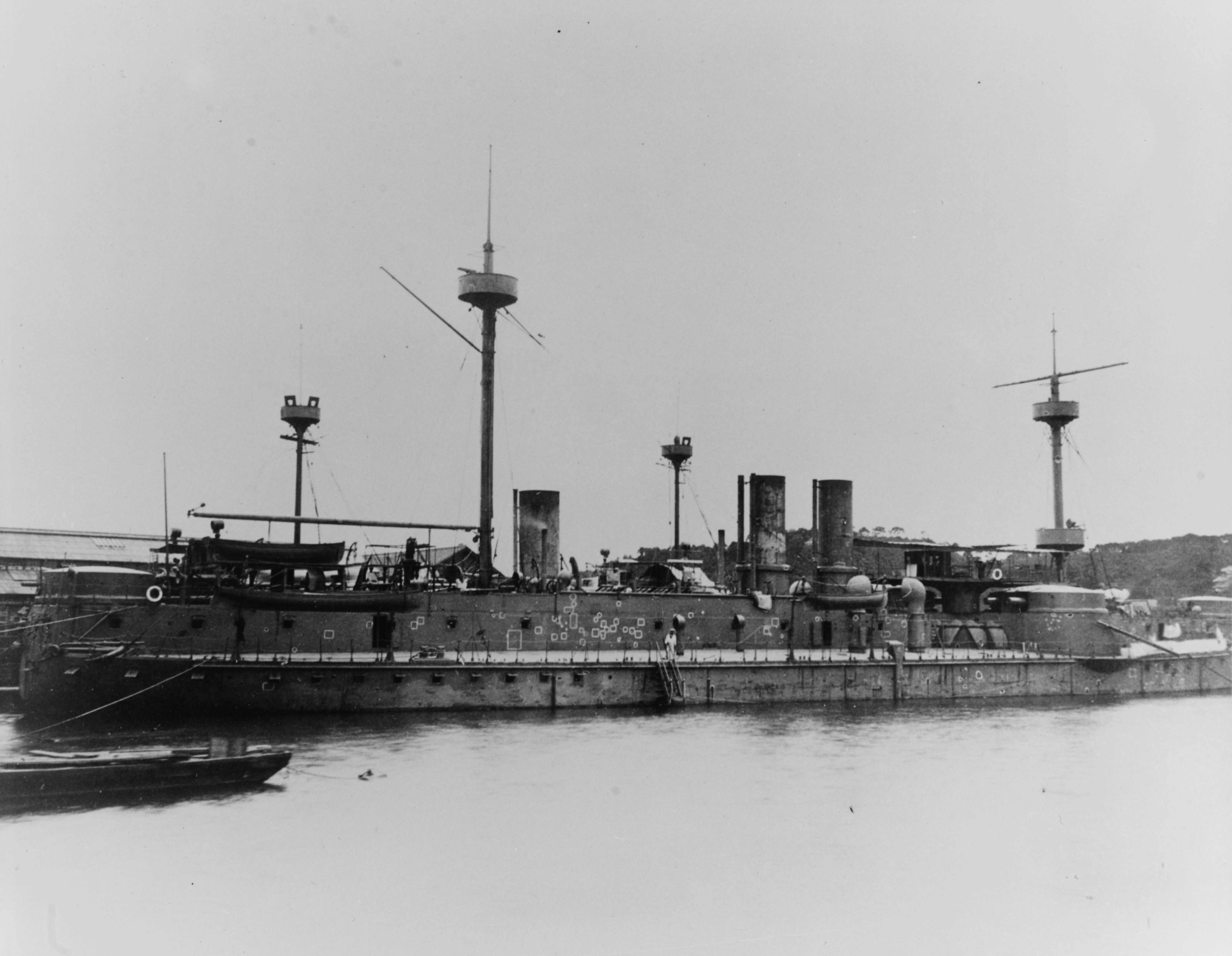
Представник типу, броненосець «Чженьюань» після захоплення його японцями у Вейхайвеї

Броненосці типу «Діньюань» (спрощена китайська: 定远; традиційна китайська: 定遠; піньї́нь: Dìngyǔan) два броненосці— «Діньюань» та «Чженьюань»—побудовані для Імператорського флоту Китаю у 1880-ті. Це були перші основні кораблі, побудовані для ВМС Китаю Stettiner Vulcan AG у Німеччині. Початково цей тип мав складатися з 12 кораблів, потім замовлення скоротили спочатку до трьох, а потім двох одиниць, третій представник типу «Цзіюань» був добудований у менших розмірах та слабшому бронюванні як бронепалубний крейсер.
Кораблі були затримані виробником, аби їх не використали під час франко-китайської війни. Вперше вступили у бій під час битви при Ялу 17 вересня 1894 року, під час японсько-цинської війни. Потім кораблі взяли участь у битві за Вейхайвей на початку 1895 року, де вони були заблоковані у гавані. «Діньюань» був вражений торпедою, та викинувся на берег, і використовувався як стаціонарне укріплення. Коли флот здався японцям, його знищили. Натомість «Чженьюань» став першим лінійним кораблем Імперського флоту Японії як «Чі-Єн». Його виключили зі списків флоту 1911 року, а наступного року продали на метал.